# Helmut Matthies

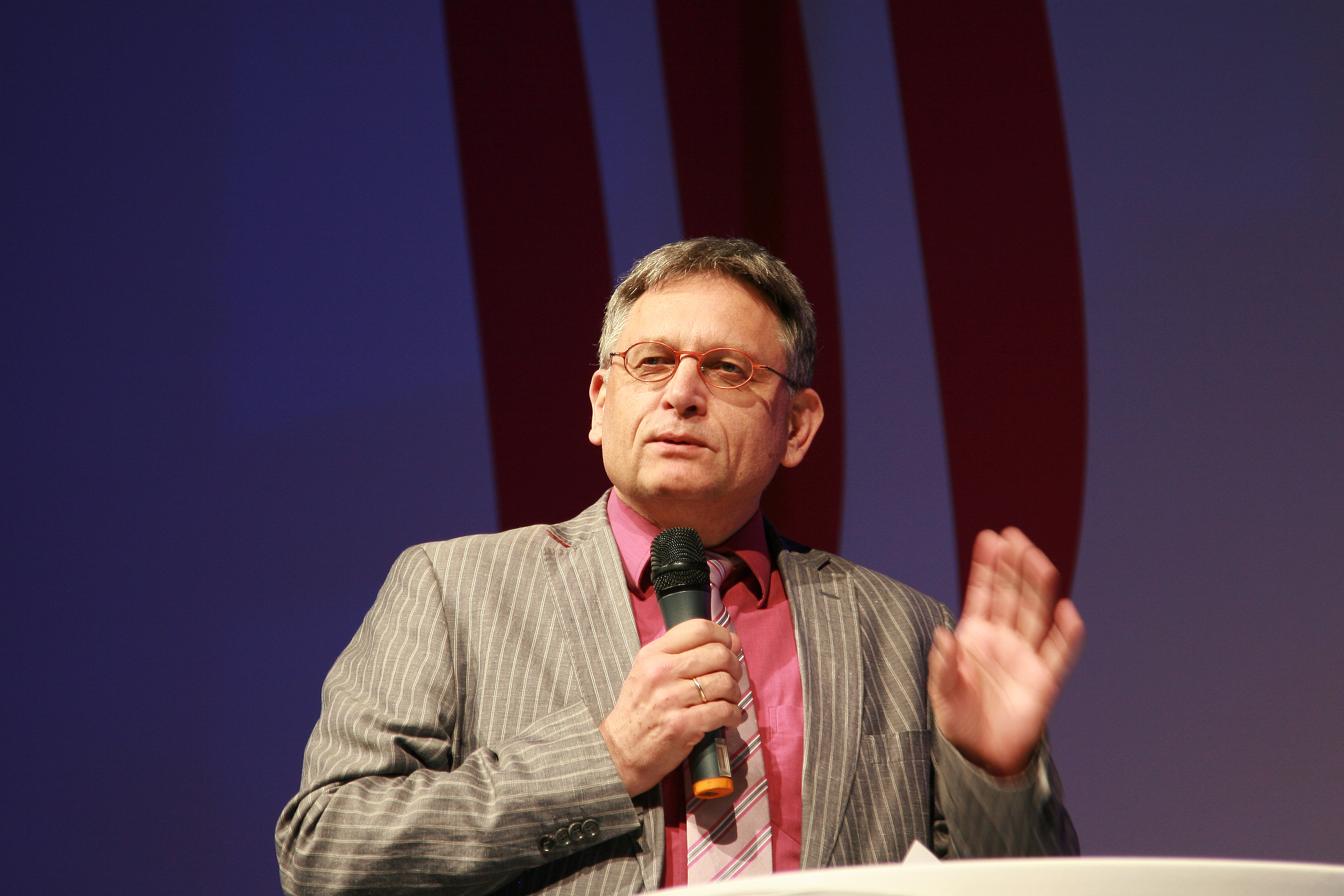
Helmut Matthies (Februar 2011)

Helmut Matthies (* 7. Mai 1950 in Dungelbeck bei Peine in Niedersachsen) ist ein deutscher evangelischer Theologe, Pfarrer, evangelikaler Journalist und bis 2017 Leiter der Evangelischen Nachrichtenagentur idea.

## Leben

### Allgemein
Matthies Eltern waren Gastwirte im niedersächsischen Peine. Eine Pfarrfrau weckte in ihm den Glauben an Jesus Christus. Nach einer diakonischen Arbeit und dem Abitur 1972 am Studienkolleg Laubach studierte Matthies ab 1974 Evangelische Theologie in Berlin, Hamburg und Heidelberg sowie als Gasthörer an der katholischen Hochschule St. Georgen in Frankfurt (Main). In seiner Hamburger Zeit engagierte er sich besonders in der Studentenmission in Deutschland (SMD) und besuchte unter anderem Lehrveranstaltungen von Helmut Thielicke. Gerhard Löwenthal half ihm, gegen den Widerstand des Hausherrn – der Evangelischen Studentengemeinde – ein Kreuz in einer Kapelle zu installieren.
1978 hospitierte Matthies bei der Deutschen Presse-Agentur (DPA). Im selben Jahr übernahm er die Leitung der Evangelischen Nachrichtenagentur idea, die aus evangelikaler Perspektive über Ereignisse und Entwicklungen in Kirche und Gesellschaft informiert; er ist Chefredakteur der von idea herausgegebenen Wochenzeitschrift ideaSpektrum. Er wurde 1982 zum Pfarrer der Evangelischen Kirche in Hessen und Nassau ordiniert und für den Dienst bei idea beurlaubt. Der Kirchenpräsident Helmut Hild begleitete ihn auf seinem Weg zum Pfarrer.
Matthies gehörte ehrenamtlich 39 Jahre dem Hauptvorstand der Deutschen Evangelischen Allianz an. Ende 2018 schied er dort altersbedingt nach Vollendung des 68. Lebensjahrs aus Satzungsgründen aus. Er ist stellvertretender Vorsitzender der Vereinigung Evangelischer Buchhändler und Verleger e. V. (VEB). Laut Volker Dettmar wurde Matthies des Weiteren in den 1970er Jahren Mitglied der rechtskonservativen Evangelischen Notgemeinschaft. In einem Interview 2014 widersprach Matthies dieser Darstellung: Er sei lediglich als Student 1969 auf einer Veranstaltung und in der Folge bei zwei Vorstandssitzungen dabei gewesen und habe sich jetzt bestätigen lassen, dass seine Mitgliedschaft „seit Jahrzehnten erloschen“ sei. Laut Eintrag im Vereinsregister Stuttgart war Matthies von Mai 1979 bis April 1983 Mitglied des Vorstands der Notgemeinschaft.
Seine politische Ausrichtung differenziert Matthies nach Themen: Ethisch sei er konservativ, bei Umweltthemen wie dem Verbot der Massentierhaltung stehe er bei den Grünen und beim Thema Abtreibung sei er „nach gängiger Einteilung rechts“. 2006 unterzeichnete er den von der Wochenzeitung Junge Freiheit inszenierten „Appell für die Pressefreiheit“ gegen den Ausschluss der Jungen Freiheit von der Leipziger Buchmesse. Im Vorfeld der Wahl des Bundespräsidenten im Jahr 2010 sprach er sich öffentlich für die Wahl des Kandidaten von SPD und Grünen, Joachim Gauck, aus. Ähnlich äußerte er sich auch in einem Interview mit einer Regionalzeitung.
Im Februar 2016 kritisierte er das Engagement des bayerischen Landesbischofs und EKD-Ratsvorsitzenden Heinrich Bedford-Strohm für Flüchtlinge und forderte ein Recht auf Menschenwürde für Frauke Petry (AfD) ein: „Wenn die Kirche unbedingt meint, in einer Demokratie mit zahlreichen Parteien […] über Politik reden zu müssen, dann sollte sie es nicht einseitig tun.“
Ende 2017 übergab Matthies die Leitung der Evangelischen Nachrichtenagentur idea an Matthias Pankau und übernahm am 1. Februar 2018 die ehrenamtliche Aufgabe des Vorstandsvorsitzenden. Seit 2018 ist er auch ehrenamtlicher Geschäftsführer des Vereins „Glaube, Mut und Freiheit – Christen in der DDR und danach“.

### Privates
Matthies war von 1983 bis zu ihrem Tod 2018 mit der Ärztin Heidrun Matthies verheiratet; er ist Vater eines Sohnes und lebt in Brandenburg an der Havel.

### Rotbuch Kirche
1976 gab Matthies, zu diesem Zeitpunkt noch Student, zusammen mit Jens Motschmann das Rotbuch Kirche heraus, das insgesamt drei von Matthies verfasste Aufsätze enthält. Unter dem Titel Von evangelischen zu marxistischen Studentengemeinden vertrat Matthies die These, dass seit den 1960er Jahren innerhalb der evangelischen Kirche der Einfluss des „theologischen Neomarxismus“ immer stärker geworden sei. Im Aufsatz Kirchliche Presse auf Linkskurs warf Matthies dem Deutschen Allgemeinen Sonntagsblatt, dem Evangelischen Pressedienst, den Evangelischen Kommentaren und den Lutherischen Monatsheften Gleiches vor und empfahl idea als „Alternative zum evangelischen Pressedienst“.
Schließlich verteidigte Matthies unter der Überschrift Die Kirche redet – Süd- und Südwestafrika im Zerrspiegel der Evangelischen Akademien das südafrikanische Apartheidsregime gegen protestantische Kritik aus Deutschland: „Obwohl die Meinungen unter Theologen und Laien sehr unterschiedlich sind, und sogar dank des Tourismus immer mehr Menschen Süd- und Südwestafrika kennenlernen und zu der Ansicht gelangen, daß dieser Vielvölkerstaat durchaus auf dem Wege der ‚getrennten Entwicklung‘ zu einer friedlichen, gerechten und christlichen Lösung der Probleme kommen kann, haben sich in Deutschland die offizielle Kirche und ihre Institutionen längst auf die Seite der radikalen Gegner des Landes geschlagen.“ Von den sieben Autoren des Rotbuchs gehörten fünf der Evangelischen Notgemeinschaft an.
Sowohl das Buch als auch der Aufsatz lösten Kritik aus. In der Zeit sprach Eberhard Stammler von „törichten Thesen“ und „Fehlurteilen“ jungkonservativer Theologen. Auch der Journalist und Theologe Hans Hafenbrack kritisierte das Buch, weil Matthies dort mit persönlichen Diffamierungen gearbeitet habe, um das Bild einer kommunistischen Unterwanderung der Kirche zu zeichnen.
Volker Dettmar schreibt: „Tenor dieser Publikation [des Rotbuchs] ist die Unterstellung, die evangelische Kirche in Deutschland sei kommunistisch unterwandert und betreibe ‚Volksfrontpolitik‘. Die Autoren sehen sich inmitten eines Glaubenskampfes, demgegenüber der Kirchenkampf des Dritten Reiches ein Vorhutgefecht war“.

## Schriften
- mit Frieder Seidel (Hrsg.) Deutsche Einheit. Hinter den Kulissen, Concepcion Seidel Verlag, Hammerbrücke 2020, ISBN 978-3-86716-202-9.
- Gott kann auch anders. Fontis-Verlag, Basel 2019, ISBN 978-3-03848-172-0.
- Mit Gott über Mauern springen. Lichtzeichen Verlag, Lage 2015, ISBN 978-3-86954-204-1.
- mit Kuno Kallnbach (Hrsg.): Bedrängt, verfolgt, getötet: Wenn es lebensgefährlich ist, Christ zu sein. Einblicke, Schicksale und Erfahrungsberichte, Brunnen-Verlag, Gießen 2012, ISBN 978-3-7655-1498-2.
- (Hrsg.) Die Medien-Herausforderung. Christen und die Publizistik. Brunnen-Verlag, Gießen 1994, ISBN 3-7655-5724-2.
- (Hrsg.) Wie wird man Christ, Herr Bischof? Brendow, Moers 1988, ISBN 3-87067-331-1.
- mit W. Thielmann, Heinz-Georg Binder: Gespräche über Gott und die Welt. Coprint Druck- und Verlagsgesellschaft, Wiesbaden 1980, ISBN 3-922819-01-X.
- (Hrsg.) Zwischen Anpassung und Widerstand. Interviews mit Bischöfen und Kommentare zur Situation der evangelischen Kirchen in der DDR. Coprint, Wiesbaden 1980, ISBN 3-922819-00-1.
- mit Jens Motschmann: Rotbuch Kirche. Seewald Verlag, Stuttgart 1976, ISBN 3-512-00452-0.

## Auszeichnungen

### Allgemein
- 1997 Stiftungspreis der Stiftung „Ja zum Leben“.[25]
- Ehrendoktorwürde der Staatsunabhängigen Theologischen Hochschule Basel (STH Basel).[26]
- 2007 nahm Matthies als Chefredakteur für idea den Walter-Künneth-Preis entgegen.[27]
- 2009 den Gerhard-Löwenthal-Preis für Publizisten.[28]

### Kontroverse um Gerhard-Löwenthal-Preis
Für die Annahme des Gerhard-Löwenthal-Preises wurde Matthies von Christhard Wagner, Bildungsreferent der Evangelischen Kirche in Mitteldeutschland (EKM), kritisiert. Wagner sprach am 28. Dezember 2009 davon, idea würde „auf dem Grat zum Rechtsextremismus balancieren“. Der Leiter des Publizistikreferats der EKD, Oberkirchenrat Udo Hahn, erklärte gegenüber der KNA, er hätte Matthies von der Annahme des Preises abgeraten, wenn er gefragt worden wäre.
Gerhard Löwenthals Witwe, die Tochter von Ernst Lemmer, zeigte sich in einem Interview mit der Jungen Freiheit verletzt durch diese Aussagen und bezeichnete es als infam, Löwenthal, einen Juden, der die Judenverfolgung des Nazi-Regimes erlebt hatte, mit Rechtsextremismus in Verbindung bringen zu wollen. Matthies erwiderte in einem idea-Kommentar, er habe den Preis angenommen, weil er sich „sonst gegenüber einem Juden geschämt hätte, der wie kaum ein anderer Journalist im Westen für Verfolgte und Entrechtete im kommunistischen Bereich eingetreten ist“.
In der Laudatio erwähnte der ebenfalls zur ehemaligen Evangelischen Notgemeinschaft zählende Rolf Sauerzapf, dass Matthies auch schon früher von Seiten der Evangelischen Kirche als „rechtsradikal“ bezeichnet wurde, so beispielsweise wegen eines idea-Leitartikels vom 4. Oktober 1989 mit dem Titel Wiedervereinigung – was sonst?, der sogar „friedensgefährdend“ genannt wurde.
Matthies bezeichnete es als „Verleumdung“, „manipulativ“ und „einseitig“, dass die Evangelische Kirche in Mitteldeutschland sowie die Kirchenpresse beim Bericht über diesen Vorfall nicht erwähnten, dass vor ihm schon ohne solche Kritik Kirchenrat Rolf Sauerzapf, Peter Scholl-Latour, Wolf Jobst Siedler und Elisabeth Noelle-Neumann den Preis angenommen hatten. Der Preis würde von der Förderstiftung Konservative Bildung und Forschung in Kooperation mit der Jungen Freiheit verliehen. Die Förderstiftung habe Verbindungen zur Jungen Freiheit genauso wie zur Fazit-Stiftung der FAZ über den Stiftungsrat.
Am 21. Januar 2010 fand eine Begegnung zwischen Matthies und Wagner im Beisein des idea-Vorsitzenden Horst Marquardt und der Bischöfin Ilse Junkermann statt. Laut einer gemeinsamen Pressemitteilung bestand nach dem Gespräch weiterhin eine „unterschiedliche Einschätzung“ über die Annahme des Löwenthal-Ehrenpreises und „die damit verbundene Außenwirkung“. Die EKM stellte klar, dass auch Wagners vorherige Äußerung nicht dazu gedacht war, die Position von idea und Helmut Matthies mit Rechtsextremismus gleichzusetzen.